# Suchokvět roční

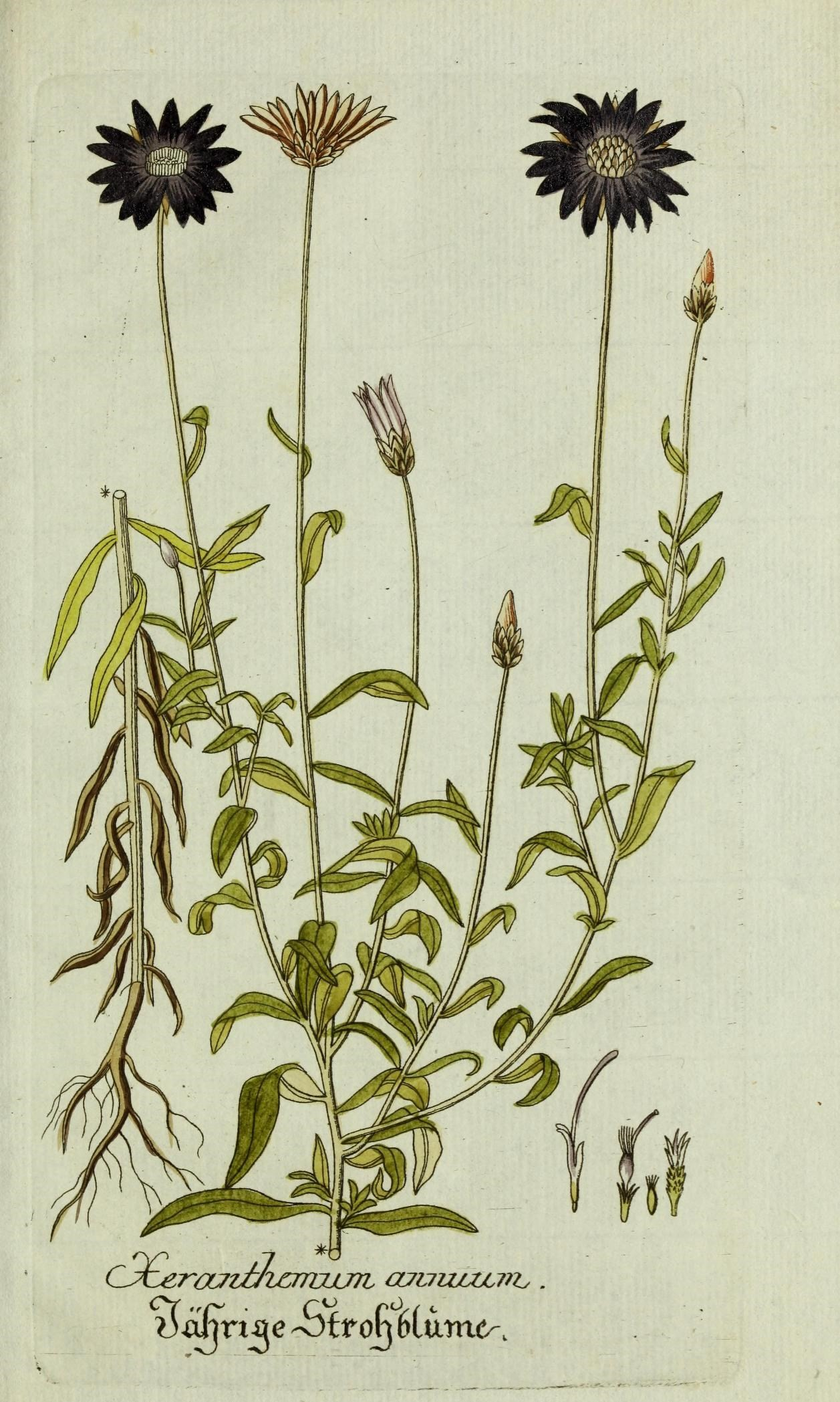
Zobrazení suchokvětu ročního

Suchokvět roční (Xeranthemum annuum) je jednoletá rostlina až 50 cm vysoká s úborem s rozevřenými růžovými až nafialovělými listeny. Tento druh je jediný z rodu suchokvět, který se v české přírodě vyskytuje a přestože je v České republice původní rostlinou, je velice vzácný a hrozí mu vyhynutí.

## Rozšíření
Původem je evropský druh, jehož areál sahá od Španělska až do evropského Ruska po oblast Kavkazu. Na jihu je ohraničen Středozemním mořem a na severu hranice probíhá Německem, Polskem a Běloruskem.

## Ohrožení
V Česku se suchokvět roční dříve vyskytoval na několika stanovištích na jižní Moravě sice vzácně, ale pravidelně; do Čech býval pouze příležitostně zavlékán. Postupně se ale z české přírody vytratil a byl dokonce v roce 2000 vyhlášen v „Černém a červeném seznamu cévnatých rostlin České republiky“ za vyhynulý druh (A1). Před nedávnem však byla v přírodě znovu nalezena jeho nevelká populace, která nachází v národní přírodní památce Miroslavské kopce v Dyjsko-svrateckém úvalu na jihovýchodě Moravy.
Na základě toho nálezu byl v novém „Červeném seznamu cévnatých rostlin České republiky: třetí vydání“ z roku 2012 přeřazen mezi druhy kriticky ohrožené (C1t).

## Ekologie

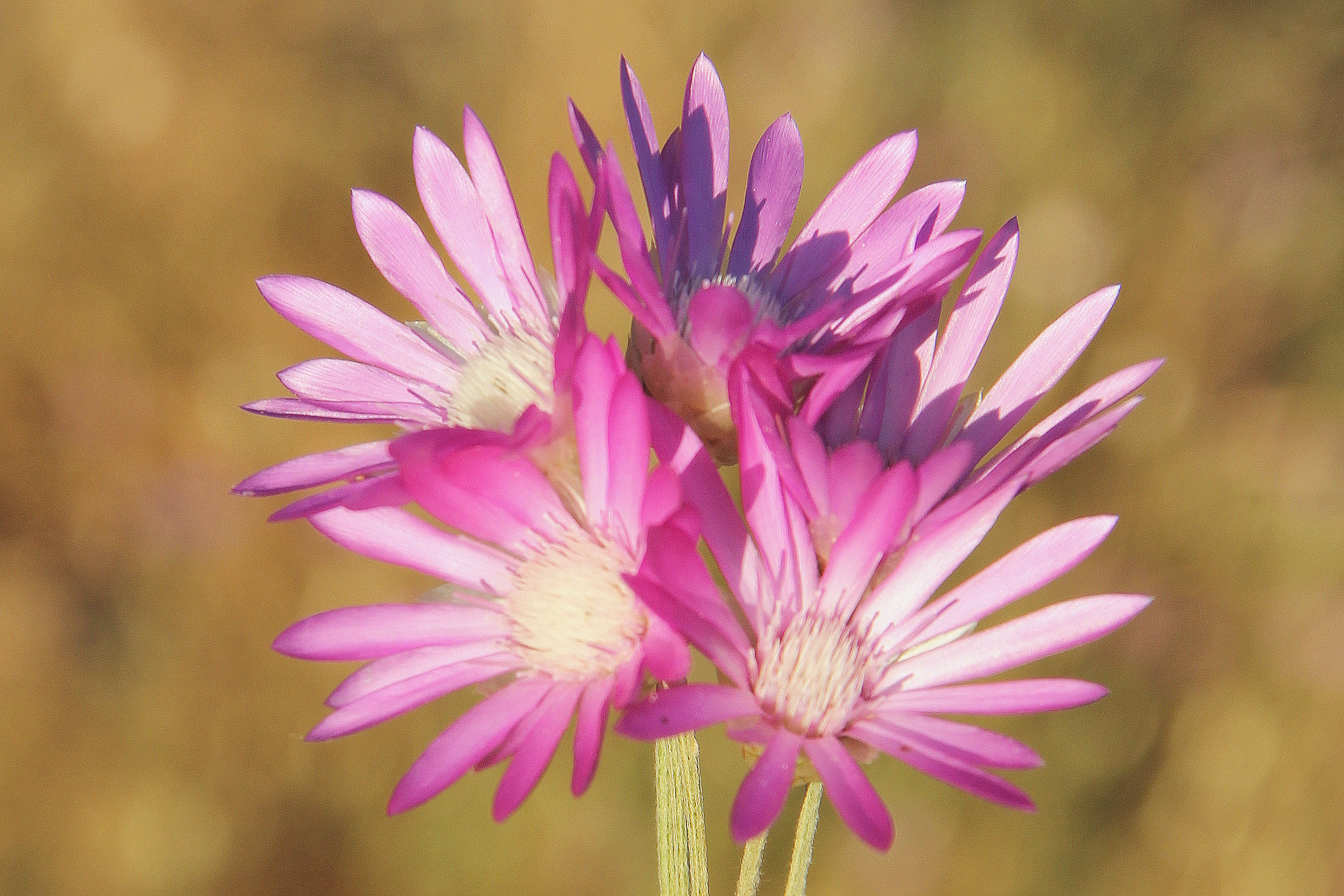
Květenství

Teplomilná rostlina rostoucí od nížin po nevysoké pahorkatiny na výslunných travnatých stráních, sušších pastvinách, mezích i ve vinohradech. Nejlépe se ji daří v propustné a na živiny bohaté hlinitopísčité půdě na slunném stanovišti, nesnáší přílišné mokro.
Občas také bývá v zahradách pěstována jako okrasná, dlouho kvetoucí letnička, nebo se sklízí s plně rozkvetlými květy a suší se. Patří mezi byliny, jejichž květy nevadnou, neblednou a lze je používat do suchých vazeb. Tuto vlastnost vyjadřuje i vědecké jméno odvozené z řeckých slov „xeros“=suchý a „anthemon“=květ. V zahradách se vysévá na sušší slunečné stanoviště, kde kvete od června do září.

## Popis
Jednoletá, mírně šedoplstnatá rostlina s přímou, většinou rozvětvenou lodyhou vysokou 20 až 50 cm vyrůstající z přímého kořene. Je porostlá střídavými listy, které jsou přisedlé a jejich nedělené čepele jsou čárkovité až úzce eliptické a po obvodě celistvé.
Na koncích lodyhy a větví vyrůstají na dlouhých stopkách asi 2 cm široké květní úbory, které se za vlhka se zavírají. Úbory jsou složené ze světle fialových kvítků, jež jsou všechny trubkovité, pěticípé a oboupohlavné. Paprskující listeny polokulovitého, střechovitě se kryjícího zákrovu jsou vejčité, růžové až nafialovělé, které jsou za květu hvězdicovitě rozevřené.
Kvetou od června do září, opylovány jsou hmyzem. Plody jsou neochmýřené nažky (semena), pomoci níž se rostliny rozmnožují.

## Význam
Ozdobou, pro kterou se suchokvět pěstuje, jsou korunovité barevné listeny zákrovu, většinou bílé nebo růžové barvy. Původní rostliny mají úbory jednořadé a barevné listeny rostou pouze v jedné řadě. V zahradách pěstované květiny již bývají vyšlechtěné kultivary, které mívají listeny ve více řadách a jsou nazývané plnokvěté (flore pleno). Bývají také zbarveny bíle, růžově, světle či tmavě červené a jejich úbory mívají v průměru do 4 cm.